# Озерцы (Гдовский район)
Озерцы — деревня в Гдовском районе Псковской области России. Входит в состав Чернёвской волости.
Расположена в 12 км к северо-западу от волостного центра Чернёво и в 19 км к востоку от Гдова.

## Население
| 2001 | 2002 | 2010 |
| ---- | ---- | ---- |
| 10   | ↗12  | ↘4   |